# Andrés Zolyomy Biczo
Andrés Zolyomy Biczo (Budapest, 14 de junio de 1913 - Tosa de Mar, 5 de julio de 1992) fue un entrenador y promocionador húngaro de waterpolo.

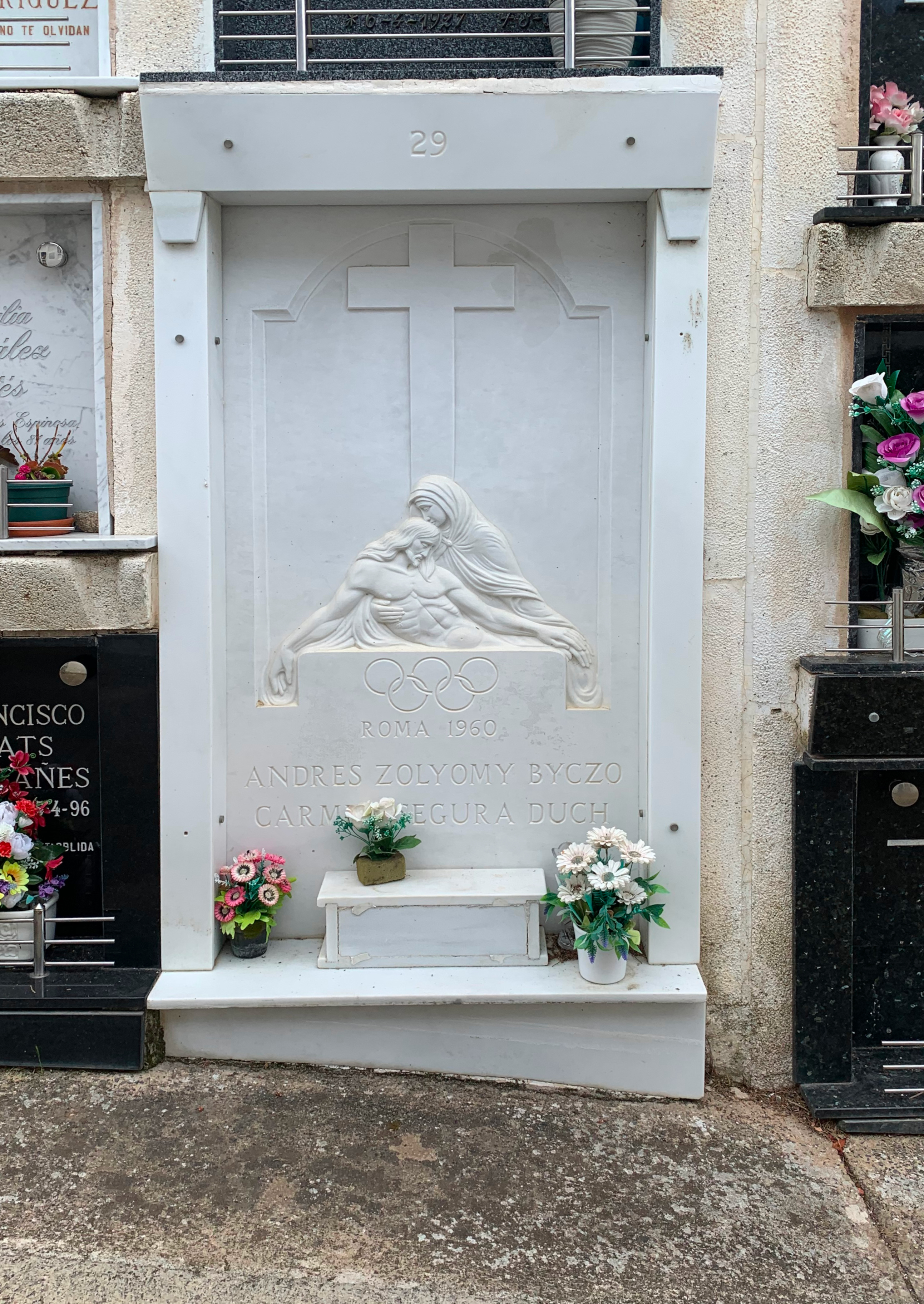
Tumba de Andrés Zolyomy Biczo en el cementerio de Tosa de Mar

## Biografía
Nació en Hungría, pero alcanzó sus mayores logros deportivos como seleccionador Italiano quedando campeón olímpico en 1960. 
Decidió trasladarse a vivir a España tras casarse con Carmen Segura, una nadadora del Club Natació Barcelona que conoció en su primera etapa española (1948-1952).
En 1992 cuando murió poseía el récord de participaciones olímpicas como técnico de waterpolo con un total de siete: 4 por España (1948, 1952, 1968 y 1972) y 3 por Italia (1956, 1960 y 1964).
En 2010 entró a formar parte de la lista de honor del International Swimming Hall of Fame.